# Аустричні мови
Аустричні (австричні) мови (лат. auster — південь) — гіпотетична макросім'я мов, яка об'єднує австроазійські, австронезійські, дун-тайські (тай-кадайські) і мови мяо-яо.
Гіпотезу австронезійсько-австроазійської спорідненості було обґрунтовано в роботах австрійського вченого Вільгельма Шмідта (1906) та інших лінгвістів. Він висловив думку про спорідненість малайсько-полінезійських (австронезійських) мов з мовами австроазійськими (мон-кхмерськими та Мунда). Його точку зору пізніше підтримав американський вчений Пол Бенедикт (в роботах 1942, 1966), який відніс до цієї макросім'ї (яка отримала назву австричної) Тай-кадайські мови (раніше їх помилково зараховували до сино-тибетських).
Припущення про спорідненість мяо-яо з австроазійськими знайшло відбиття в роботах французького вченого А. Одрікура (1961 рік) та ін.
Бенгтсон Джон, крім зазначених вище чотирьох сімей, до складу аустричних мов відносить два ізоляти — айнську та ніхалі.
Прихильники австричної гіпотези вказують на існування в цих мовах низки спільних коренів, загальних префіксів та інфіксів. Проте остаточно спорідненість австричних мов можна буде довести лише після виявлення регулярних фонетичних відповідностей між порівнюваними сім'ями.